# Ле-Клер (Айова)
Ле-Клер (англ. Le Claire) — місто (англ. city) в США, в окрузі Скотт штату Айова. Населення — 4710 осіб (2020).

## Географія
Ле-Клер розташований за координатами 41°35′44″ пн. ш. 90°22′37″ зх. д. / 41.59556° пн. ш. 90.37694° зх. д. (41.595594, -90.377006).  За даними Бюро перепису населення США в 2010 році місто мало площу 12,60 км², з яких 12,09 км² — суходіл та 0,51 км² — водойми.

## Демографія
Згідно з переписом 2010 року, у місті мешкало 3765 осіб у 1500 домогосподарствах у складі 1089 родин. Густота населення становила 299 осіб/км².  Було 1602 помешкання (127/км²).
Расовий склад населення:
| - 96,2 % — білих - 1,0 % — чорних або афроамериканців - 0,4 % — азіатів - 0,1 % — корінних американців |

До двох чи більше рас належало 1,8 %. Частка іспаномовних становила 3,0 % від усіх жителів.
За віковим діапазоном населення розподілялося таким чином: 24,8 % — особи молодші 18 років, 63,2 % — особи у віці 18—64 років, 12,0 % — особи у віці 65 років та старші. Медіана віку мешканця становила 40,0 року. На 100 осіб жіночої статі у місті припадало 102,4 чоловіків;  на 100 жінок у віці від 18 років та старших — 98,7 чоловіків також старших 18 років.
Середній дохід на одне домашнє господарство  становив 111 707 доларів США (медіана — 77 127), а середній дохід на одну сім'ю — 127 025 доларів (медіана — 87 450). Медіана доходів становила 71 827 доларів для чоловіків та 38 893 долари для жінок. За межею бідності перебувало 4,9 % осіб, у тому числі 9,7 % дітей у віці до 18 років та 0,0 % осіб у віці 65 років та старших.
Цивільне працевлаштоване населення становило 2227 осіб. Основні галузі зайнятості: виробництво — 19,4 %, освіта, охорона здоров'я та соціальна допомога — 17,9 %, науковці, спеціалісти, менеджери — 14,4 %, роздрібна торгівля — 12,6 %.